# Drei Klavierstücke
Die Drei Klavierstücke op. 11 von Arnold Schönberg bilden einen Zyklus aus drei Stücken für Klavier. 

## Entstehung
Sie wurden 1909 komponiert und am 14. Januar 1910 in Wien uraufgeführt. Die erste Ausgabe erschien 1910 in Wien. Eine revidierte Fassung erschien 1924 (UE).

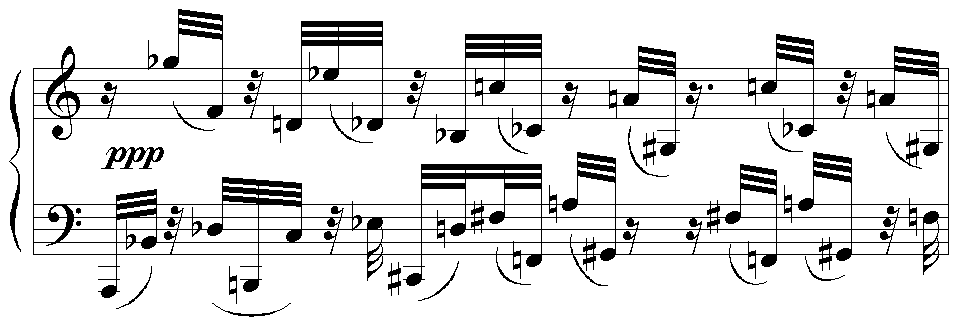
Ausschnitt

Sie gelten als eines der ersten atonalen Musikwerke überhaupt, insbesondere als eine der „ersten Instrumentalkompositionen in sogenannter 'freier Atonalität'“.
In mancher Hinsicht sind die Stücke auf den späteren Brahms zurückzuführen, sie entstanden kurz nach den Fünf Sätzen für Streichquartett op. 5 seines Schülers Anton Webern, die ebenfalls 1909 komponiert wurden, und seinem eigenen Streichquartett Nr. 2 op. 10 (1908). Sie kündigen den Weg zur chromatischen Totalität an, der den Komponisten Anfang der 1920er Jahre zur Zwölftonmusik führte.
Die Komponisten Arnold Schönberg, Alban Berg, Anton Webern bildeten die Neue Wiener Schule.
Der Einfluss Schönbergs ist unter anderem aus dem Gespräch herauszuhören, das der Pianist Zsolt Bognár in der von ihm moderierten Reihe Living the Classical Life (Klassik leben) mit dem jungen russischen Pianisten und Komponisten Daniil Trifonov führte.
Die Drei Klavierstücke liegen in zahlreichen Einspielungen vor, darunter von Glenn Gould und Maurizio Pollini.

## Sätze
Die einzelnen Satztitel lauten:
- 1. Mäßig
- 2. Mäßig
- 3. Bewegt